# Burg Schlößlesbühl
Die Burg Schlößlesbühl ist eine abgegangene Höhenburg vom Typus einer Turmhügelburg (Motte) 2250 Meter südlich der Kirche der Gemeinde Aldingen im Landkreis Tuttlingen in Baden-Württemberg.

## Geschichte
Über die spätestens während des 13. Jahrhunderts errichtete und nur maximal bis ins 16. Jahrhundert existierende Burg sind keine Informationen bekannt. Die Anlage hängt wohl mit der unmittelbar nordwestlich gelegenen Wüstung Dellingen zusammen, die in den Jahren 1283, 1288 und nochmals 1360 genannt wurde. 1590 wird dort nur noch die Ösch zu Thellingen erwähnt, woraus Heine schließt, dass der Ort sowie die Burg zu dieser Zeit schon abgegangen war.

## Beschreibung
Die nur etwa 170 Quadratmeter kleine Burgstelle liegt auf einem nach Nordosten vorspringenden Bergsporn in 680 m ü. NHN Höhe, der von den beiden Quellbächen des Lahbaches begrenzt wird. An der Spitze des Spornes befindet sich ein Turmhügel mit einem Durchmesser von rund 15 Metern, dieser erhebt sich noch etwa ein bis zwei Meter über die angrenzende Spornfläche. Auf dem Turmhügel hat sich eine zwei Meter tiefe und sechs Meter im Durchmesser messende Trichtergrube erhalten, in ihr kann man wohl die neuerdings angegrabene Ausbruchstelle eines ehemaligen Kellerraumes eines Burggebäudes vermuten. Neben dieser Grube haben sich keine weiteren baulichen Reste einstiger Gebäude erhalten.
An der Zugangsseite im Südwesten wurde dem Turmhügel ein Halsgraben vorgelegt. Dieser sich von Südosten nach Nordwesten entlangziehende Sohlgraben ist noch 12 Meter breit und bis zu 1,5 Meter tief, seine Enden laufen an beiden Seiten im Hang aus.